# Analytische Qualitätssicherung
Unter dem Begriff Analytische Qualitätssicherung (AQS) werden alle Maßnahmen zusammengefasst, die Aussagen über Qualität und Fehleranfälligkeit einer analytischen Untersuchung ermöglichen.
Dadurch, dass die analytische Chemie ein bedeutender Dienstleistungssektor geworden ist, finden in allen Bereichen regelmäßig analytische Untersuchungen statt.

## Verfahren
Die Aufgabenbereiche der AQS sind vielfältig und reichen von der Probenentnahme, dem Probentransport bis zur eigentlichen Messauswertung. 
Bei der Analytischen Qualitätssicherung wird eine Probe nach Betriebsmethode entnommen und zusätzlich durch ein zugelassenes Labor nach DIN-Verfahren untersucht. Dabei sollten die Abweichungen der beiden Analysen möglichst gering sein. Die meisten Abweichungen ergeben sich daher durch Verschleiß, Fehlkalibrierung oder menschliche Fehler.
In manchen analytischen Bereichen ist eine regelmäßige AQS vorgeschrieben.

## Einsatzgebiete
Die AQS spielt vor allem in denjenigen Bereichen eine große Rolle, in denen genaue Messungen verlangt werden. Beispielsweise in Klär- oder Wasserwerken, aber auch bei der chemischen Analyse von Lebensmitteln.
Verfahren der analytischen Qualitätssicherung werden auch in der Informatik angewandt, um die Korrektheit, Effizienz, Robustheit und Benutzbarkeit von Programmen zu testen. Die üblichen Verfahren werden unterteilt in die White-Box-Tests (z. B. Boundary-interior-Pfadtest), die mit Blick in den Quellcode und mithilfe von Kontrollflussgraphen durchgeführt werden, und die Black-Box-Testverfahren, die lediglich In- und Output betrachten. Auch Regressionstests werden angewendet. Die Tests können jedoch nur die Anwesenheit von Fehlern feststellen, nicht ihre Abwesenheit. Eine komplette formale (d. h. mathematische) Verifikation von Programmen ist kostspielig und wird daher fast ausschließlich für Sicherheitssysteme (Verkehrsleitsysteme, Überwachungsprogramme von Kraftwerken etc.) eingesetzt.